# Arlindo Pacheco
Arlindo Correia Pacheco ou simplesmente Arlindo Pacheco (Rio de Janeiro, 30 de dezembro de 1899 — Rio de Janeiro, 23 de junho de 1945), foi um futebolista brasileiro que atuou como atacante.

## Carreira
As primeiras informações encontradas sobre Arlindo afirmam que ele jogou o campeonato carioca de 1916 pelo Botafogo.[carece de fontes?] Após saída do Botafogo, o atleta defendeu o América-RJ, Botafogo em sua segunda passagem e Vasco da Gama, onde conquistou dois campeonatos cariocas.
A sua primeira covocação para a Seleção Brasileira foi para disputar dois amistosos contra o Sportivo Barracas em 1917. O atleta atuou nos dois jogos e não marcou gols. Foi convocado também para a Seleção Brasileira que disputou e conquistou a Campeonato Sul-Americano de Futebol de 1919. Pela sul-americano o atleta não atuou em nenhuma partida.[carece de fontes?] Pela Taça Roberto Chery, em homenagem ao goleiro uruguaio Roberto Chery, que morreu poucos dias antes, durante a disputa do Campeonato Sul-Americano Arlindo marcou dois gols pelo Brasil.[carece de fontes?]

## Morte
Arlindo Pacheco morreu em 23 de junho de 1945, aos 45 anos.

## Títulos
Vasco da Gama
- Campeonato Carioca: 1923, 1924

Seleção Brasileira
- Campeonato Sul-Americano de Futebol: 1919
- Taça Roberto Cherry 1919

## Prêmios individuais
- Artilheiro do Campeonato Carioca de 1920: (18 gols)[5]